# Oceanodroma tristrami
Oceanodroma tristrami là một loài chim trong họ Hydrobatidae.